# 弗朗西斯卡·奥博·伊奎诺贝
弗朗西斯卡·奥博·伊奎诺贝（Francisca Oboh-Ikuenobe），是一名来自尼日利亚埃多州东南地方政府区的埃桑族地质学家。她的研究领域为古生物学和沉积学，担任密苏里科技大学地球科学和地质及石油工程系地质学教授，以及工程和计算机学院的学术事务副院长。

## 生平
伊奎诺贝在尼日利亚贝宁市的圣玛丽亚·戈雷蒂女子文法学校读书。1983年，获得了地质学一级学士学位，之后她在拉各斯的尼日利亚壳牌石油开发公司担任生产地质学家，并在壳牌位于瓦里三角洲州的地质实验室担任古生物研究员。1987年，她重返学校，在尼日利亚伊费大学（现奥巴费米·阿沃洛沃大学）获得应用地质学硕士学位。此后，她在伊费大学担任助理讲师。在英联邦奖学金委员会资助下，她在剑桥大学地球科学系攻读博士学位。1991年，她毕业后进入密苏里科技大学，在当时的地质学和地球物理学系担任地质学助理教授。
2005年，她升任为正教授。2006年至2014年，她被任命为地质学和地球物理项目的负责人。2015年1月至2017年7月，她被任命为临时系主任。除学术职位，她还曾在1995年1月至2月担任大洋钻探计划（第159段东赤道大西洋转变边缘）的驻船沉积学家。2010年至2013年，她出任AASP古生物学会的候任主席、主席。2005年至2008年，担任女地球科学家协会主任。1995年至2009年，担任《古生物学》（Palynology）杂志编委。2019年起，担任《非洲地球科学》杂志的副编辑。2010年和2011年，她是“走在时代前沿”（On the Cutting Edge）研讨会负责人，该项目是为当前及未来地球科学教师提供专业发展的科研项目，由全国地球科学教师协会支持、国家科学基金会资助。2013年以来，她一直是国际地球科学计划（IGCP）科学委员会（全球变化组）的成员，该计划隶属于联合国教科文组织/国际地质科学联合会。
伊奎诺贝的研究集中于古生物学和沉积学等领域。此外她还专注于古生物与有机地球化学的复合型研究。